# Wilia (rejon smorgoński)
Wilia – dawna osada. Tereny, na których była położona, leżą obecnie na Białorusi, w obwodzie grodzieńskim, w rejonie smorgońskim, w sielsowiecie Soły.

## Historia
W czasach zaborów w gminie Soły, w powiecie oszmiańskim, w guberni wileńskiej Imperium Rosyjskiego.
Po I wojnie światowej pod administracją polską, w Zarządzie Cywilnym Ziem Wschodnich. W latach 1920–1922 w składzie Litwy Środkowej.
Od 11 kwietnia 1922 osada leżała w Polsce, w województwie wileńskim, w powiecie oszmiańskim, w gminie Soły.
W 1931 w 1 domu zamieszkiwało 5 osób.
Wierni należeli do parafii rzymskokatolickiej w Sołach. Miejscowość podlegała pod Sąd Grodzki w Oszmianie i Okręgowy w Wilnie; właściwy urząd pocztowy mieścił się w Sołach.